# Опвірде
Опвірде (нід. Opwierde) — селище в нідерландській провінції Гронінген. Входить до складу муніципалітету Емсделта. У селищі знаходиться романо-готична церква Опвірде, побудована в 1235—1250 роках.